# Ильинское (Великоустюгский район)
Ильинское — село в Великоустюгском районе Вологодской области. Административный центр Покровского сельского поселения и Покровского сельсовета. Село расположено на правом берегу реки Чигра незадолго до её впадения в Лузу.
Расстояние до районного центра Великого Устюга по автодороге — 30 км. Ближайшие населённые пункты — Большое Чебаево, Малое Чебаево, Буково.
По переписи 2002 года население — 155 человек (65 мужчин, 90 женщин). Преобладающая национальность — русские (97 %).
Церковь Ильи в Ильинском — памятник архитектуры.